# Brookesia tristis
Espèce
Statut de conservation UICN

 EN B1ab(iii) : En danger
Brookesia tristis est une espèce de sauriens de la famille des Chamaeleonidae.

## Répartition
Cette espèce est endémique de la région de Diana à Madagascar. Elle a été découverte dans la montagne des Français.

## Description

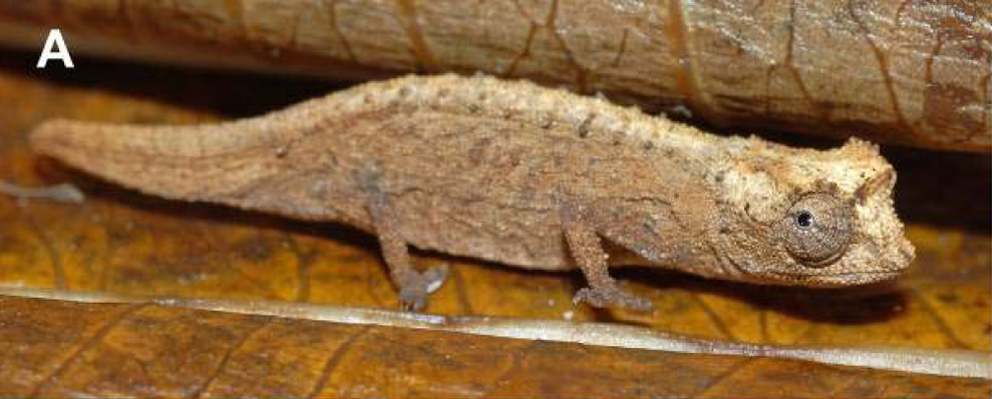
Brookesia tristis mâle

Les mâles mesurent de 30,7 à 31,3 mm en longueur totale et de 18,0 à 18,2 mm SVL et les femelles de 31,4 à 36,5 mm en longueur totale et de 18,0 à 23,8 mm SVL.

## Publication originale
- Glaw, Köhler, Townsend & Vences, 2012 : Rivaling the World’s Smallest Reptiles: Discovery of Miniaturized and Microendemic New Species of Leaf Chameleons (Brookesia) from Northern Madagascar. PLoS ONE, vol. 7, n. 2, p. e31314 (texte intégral).